# ماديلين شيروود
ماديلين شيروود (بالإنجليزية: Madeleine Sherwood) (و. 1922 – 2016 م) هي ممثلة مسرحية، وممثلة أفلام، وممثلة تلفزيونية كندية، ولدت في مونتريال، توفيت عن عمر يناهز 94 عاماً.
.

## وصلات خارجية
- ماديلين شيروود على موقع IMDb (الإنجليزية)
- ماديلين شيروود على موقع ألو سيني (الفرنسية)
- ماديلين شيروود على موقع ميوزك برينز (الإنجليزية)
- ماديلين شيروود على موقع تيرنر كلاسيك موفيز (الإنجليزية)
- ماديلين شيروود على موقع أول موفي (الإنجليزية)
- ماديلين شيروود على موقع قاعدة بيانات برودواي على الإنترنت (الإنجليزية)
- ماديلين شيروود على موقع قاعدة بيانات الأفلام السويدية (السويدية)
- ماديلين شيروود على موقع قاعدة بيانات الفيلم (الإنجليزية)
- ماديلين شيروود على موقع كينوبويسك (الروسية)